# Azechi Umetarō
Azechi Umetarō (japanisch 畦地 梅太郎; 28. Dezember 1902 in Futana (heute: Uwajima)  – 12. April 1999) war ein japanischer Holzschnitt-Künstler der Sōsaku-hanga-Richtung.

## Leben und Werk
Azechi wurde in Futana (二名) (Präfektur Ehime) als Sohn eines armen Bauern geboren, der als Amateur Holzschnitte herstellte, unter anderem für die örtlichen Feste. Azechi war zunächst Seemann auf Handelsschiffen und ab 1920 Zeitungsausträger in Tokio. Dort bildete er sich im Fernunterricht in Kunst weiter. Nach dem Großen Kantō-Erdbeben 1923 kehrte er kurz nach Hause zurück, war aber 1925 wieder in Tokio. Im folgenden Jahr bekam er eine Stelle in der Nationalen Druckerei und begann mit Radierungen auf Bleiplatten zu experimentieren.
Ermutigt von Hiratsuka Un’ichi wandte er sich dem Holzschnitt zu und konnte schon bald Bilder auf einer Ausstellung der „Gesellschaft für kreativen Holzschnitt“ (日本創作版画, Nihon sōsaku hanga kyōkai) zeigen. Von da ab wirkte er als freier Künstler und produzierte neben Drucken auch Buch-Illustrationen und Buch-Einbände. Stilistisch wurde er von Maekawa Sempan und Onchi Kōshirō stilistisch beeinflusst. Ein Ergebnis waren die zehn Drucke „Landschaften von Iyo“, die 1936 erschienen. Für diese Serie reiste er durch die Präfektur, wobei er Gefallen am Bergsteigen fand. Zwischen 1939 und 1941 beteiligte er sich an den „Hundert neuen Ansichten von Tokyo“ (新東京百景, Shin Tōkyō hakkei). Während des Zweiten Weltkrieges wurde er 1943 in die Mandschurei gesandt, um dort künstlerisch tätig zu sein.
Ab 1950 entstand seine Serie „Bergbewohner“. Er schrieb dazu Artikel und verfasste Bücher zur Bergwelt, beginnend mit „Schätze der Berge“ (山の目玉, Yama no medama). Wie andere Künstler seiner Generation profitierte Azechi nach 1945 vom amerikanischen Interesse an japanischen Holzschnitten. Die Nachfrage in den 1950er und 1960er Jahren beflügelte so seine Arbeit. Verbunden damit war eine zunehmende Vereinfachung seiner Bildgestaltung.
2003 wurde das private Azechi-Kunstmuseum (畦地梅太郎記念美術館, Azechi Umetarō kinen bijutsukan) in Mimachō-Muden (三間町務田), einem Stadtteil von Uwajima, eröffnet.